# راه‌اندازی (پروژه)
راه‌اندازی در پروژه‌های صنعتی فرآیندی است که در آن درستی عملکرد سیستم‌ها و تجهیزات نصب‌شده به منظور حصول اطمینان از مطابقت با مشخصات طراحی، نقشه‌ها و اصول مهندسی بررسی می‌شود تا به ترتیب و مرحله به مرحله، آماده بهره‌برداری گردند.
این فرایند پس از تکمیل عملیات ساخت و نصب تجهیزات، اعم از تجهیزات مکانیکی، برقی و … آغاز می‌شود و شامل دو بخش پیش‌راه‌اندازی و راه‌اندازی است.

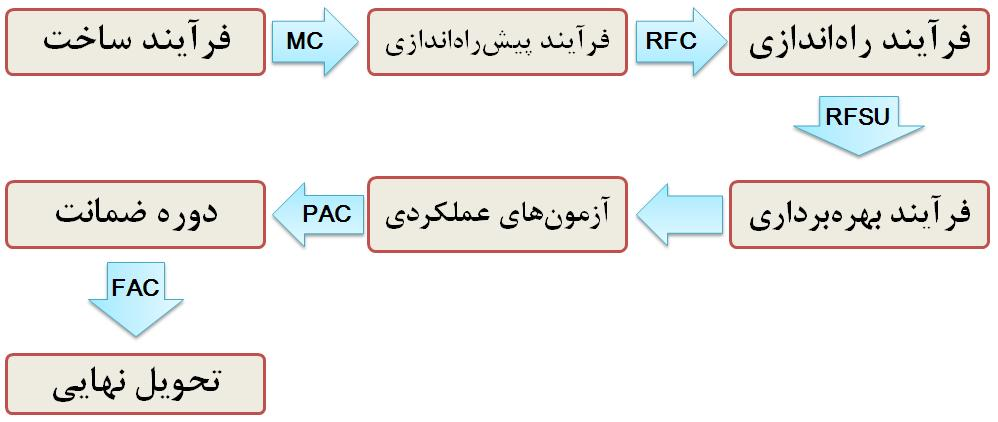
نمودار زمانی مراحل ساخت و راه‌اندازی پروژه

## فرایند پیش‌راه‌اندازی
به کلیه فعالیت‌هایی از قبیل انجام آزمون‌ها، بازرسی‌ها و هر نوع عملیات تکمیلی دیگری گفته می‌شود که پیش از تکمیل ساخت و پس از نصب تجهیزات انجام می‌گیرد، به نحوی که موضوع پیمان را آماده راه‌اندازی می‌کند. مهم‌ترین فعالیت‌های پیش‌راه‌اندازی به شرح ذیل می‌باشد:
- بخش پایپینگ: انجام تمیزکاری مقدماتی، کنترل خطوط، هیدروتست و فلاشینگ، نهایی‌سازی خطوط جهت راه‌اندازی (Reinstatement).
- بخش مکانیک: مطابقت تجهیز و نصب آن با ملزومات طراحی، انجام تمیزکاری مقدماتی، مسدود نمودن ورودی‌خروجی‌های تجهیزات ثابت و انجام آزمونهای سرد در تجهیزات دوار ، کنترل و آزمون مخازن
- بخش برق: آزمون عایق، کنترل پیوستگی کابل‌ها و آزمونهای قدرت، کنترل و آزمونهای ترانس‌ها، باتری‌ها و یوپی‌اس‌ها و تابلوها
- ابزار دقیق: ، کنترل تجهیزات نصب شده، آزمونهای عملکردی تجهیزات ابزار دقیق، کنترل و آزمایش لوله‌های هوا، کنترل جعبه‌های اتصال، کالیبراسیون تجهیزات، کنترل و آزمایش کابل‌ها
- بخش ساختمان : کنترل تجهیزات نصب شده در ساختمان، ;کنترل بنایی و معماری، عایق کاری، در و پنجره، دیوارها و …
- بخش تهویه مطبوع: کنترل نصب تجهیزات، لوله‌ها و داکت‌ها و…
- بخش ارتباطات: بررسی و آزمایش کابل‌ها، تجهیزات نصب شده
- بخش ایمنی: بررسی و آزمایش تجهیزات هشداردهنده، بررسی و آزمایش کابل‌ها

## فرایند راه‌اندازی
به مجموعه فعالیت‌های لازم گفته می‌شود که بعد از اتمام مرحله پیش‌راه‌اندازی در جهت بررسی درستی عملکرد تجهیزات مکانیکی و سیستم‌های کنترلی انجام گرفته، تا موضوع پیمان در شرایط عملیاتی قرار گیرد. مهم‌ترین فعالیت‌های راه‌اندازی به شرح ذیل می‌باشد:
- بخش پایپینگ: آزمون نشتی، فلاشینگ
- بخش مکانیک: تمیزکاری شیمیایی، پرکردن مواد شیمیایی و کاتالیستی، برق‌دار کردن تجهیزات، خنثی‌سازی تجهیزات توسط تزریق گاز خنثی، راه‌اندازی گرم.
- بخش برق و ابزار دقیق: برق‌دار کردن ایستگاه‌های فرعی برق، آزمون حلقه، آزمون‌های بی‌باری، آزمون‌های عملیاتی راه‌اندازی و آزمایش سیستم گازکربنیک و سامانه تشخیص حریق و گاز، سامانه آتش‌نشانی و آب آتش‌نشانی

## فرایند بهره‌برداری
مهم‌ترین فعالیت‌های بهره‌برداری به شرح ذیل می‌باشد:
- شروع به کار
- آزمونهای عملکردی
- تحویل به بهره‌بردار و شروع دوره ضمانت
- نگهداری و تعمیرات

## گواهی و مستندات
پس از تکمیل فرایند ساخت گواهی تکمیل فرایند ساخت صادر شده و به گروه پیش‌راه‌انداز تحویل داده می‌شود و در انتهای فرایند پیش‌راه‌اندازی، گواهی تکمیل فرایند پیش‌راه‌اندازی به گروه راه‌انداز تحویل داده می‌شود و در انتهای فرایند راه‌اندازی، گواهی تکمیل فرایند راه‌اندازی به گروه بهره‌برداری ارائه خواهد شد.
در نهایت پس از آزمونهای عملکردی پروژه به مرحله تحویل موقت می‌رسد. در این زمان گواهی تحویل موقت صادر می‌شود. در ادامه پس از گذراندن دوره ضمانت، پروژه به بهره‌برداری می‌رسد و فرایند تحویل نهایی پروژه صورت می‌گیرد و گواهی تحویل نهایی پروژه صادر می‌گردد.